# John Wesley Powell

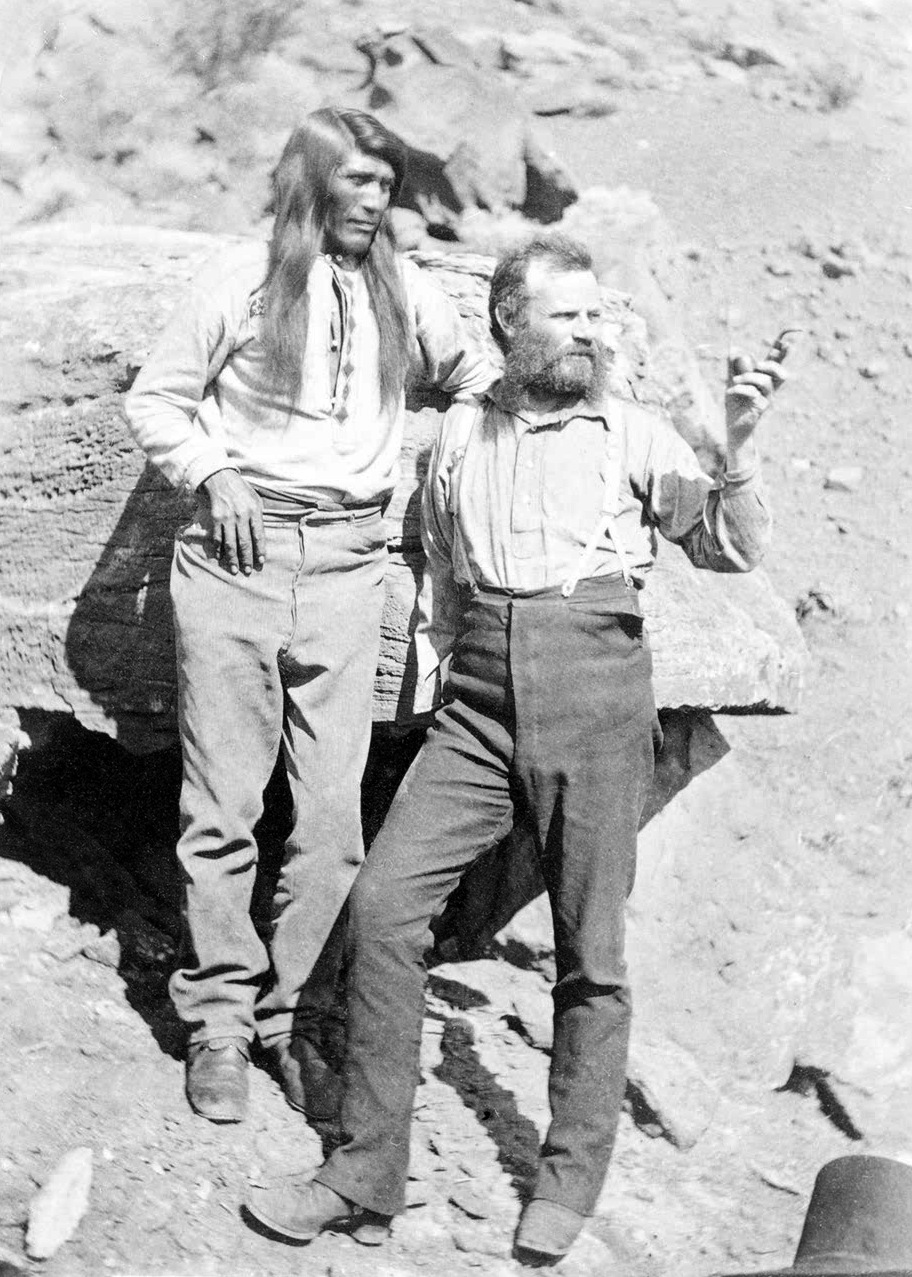
Powell mit Tau-gu nahe dem Virgin River (ca. 1871/72)

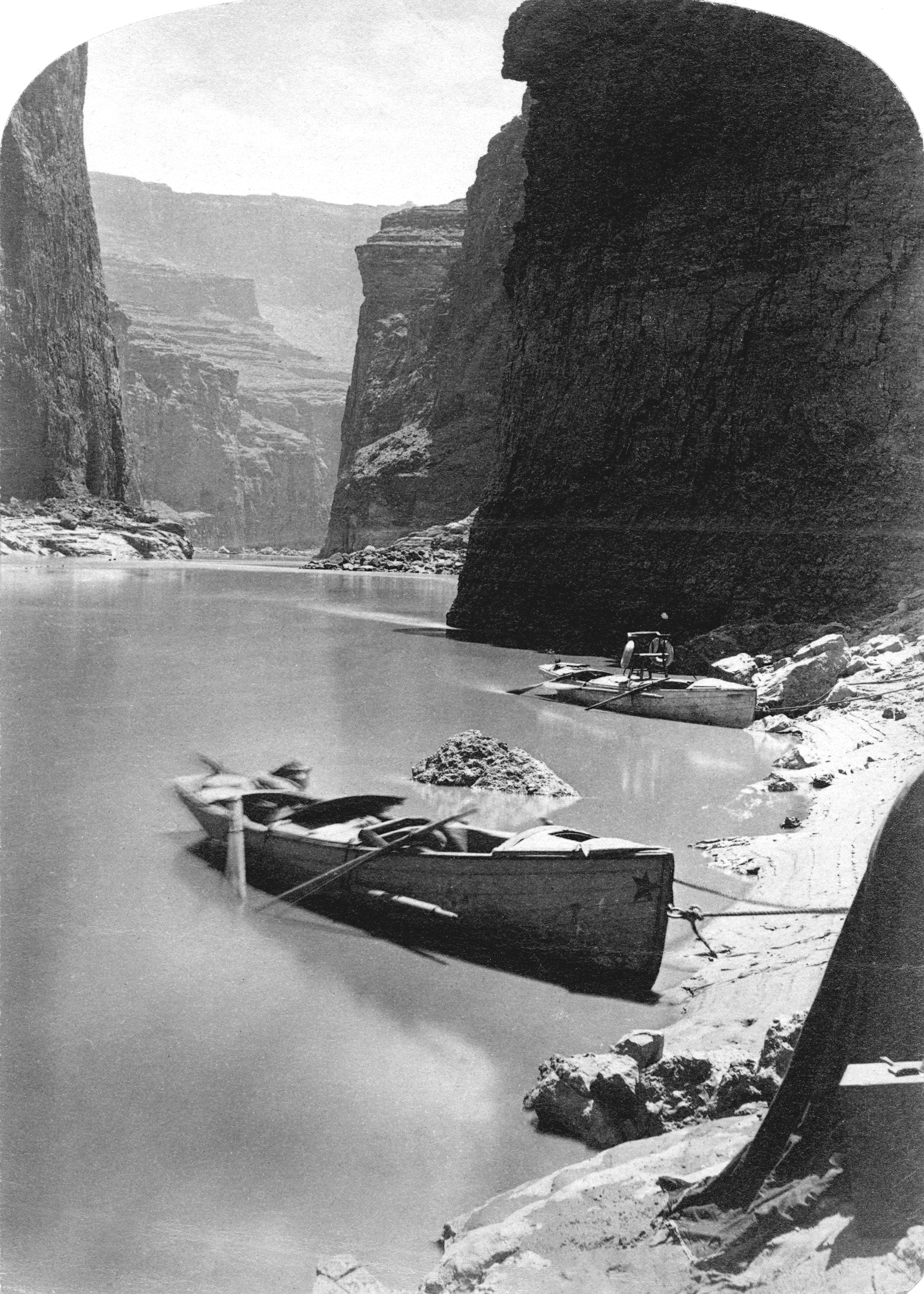
Rast im Marble Canyon während der zweiten Grand-Canyon-Expedition 1872

John Wesley Powell (* 24. März 1834 in Mount Morris, Livingston County, New York; † 23. September 1902 in Haven, Maine) war ein US-amerikanischer Forscher und Leiter der Expedition der Erforschung des Colorado River und damit letztlich auch des Grand Canyons.

## Leben
Bereits nach seiner Schul- und Collegeausbildung machte sich Powell auf eine Reihe von Expeditionen, unter anderem durch Wisconsin und auf dem Mississippi River. Er nahm als Mitglied der Unionsarmee am Amerikanischen Bürgerkrieg teil, verlor dabei seinen rechten Unterarm und beendete seinen Dienst als Major.
Nach Reisen in die Rocky Mountains brach er am 24. Mai 1869 mit neun Männern zu seiner wohl bekanntesten Expedition auf. Ausgangspunkt war der Green River in Wyoming, den Powell und seine Begleiter per Boot zunächst bis zum Zusammenfluss mit dem Grand River (damals wurde der Colorado River oberhalb des Zusammenflusses so bezeichnet) in der Nähe der heutigen Stadt Moab folgten. Vom Zusammenfluss wurde der Fluss als Colorado River (span. für „gefärbt“) bezeichnet, weil die Nebenarme rötlichen Schlamm der umliegenden Gesteinsformationen eintragen. Die Expedition folgte dem Colorado durch die Schlucht des Grand Canyon bis zur Mündung des Virgin River (versunken im heutigen Lake Mead), die nach fast drei Monaten und einer Strecke von mehr als 1500 km erreicht wurde. Die Expedition wurde zwei Jahre später noch einmal wiederholt, um eine genaue Kartierung der Region und weitere wissenschaftliche Untersuchungen vorzunehmen. Diese Expedition dauerte 18 Monate und brachte neben zahlreichen wissenschaftlichen Erkenntnissen auch die ersten Fotografien aus dem Canyon.
John Wesley Powell gelangte nicht nur als Soldat, Forscher, Kartograph und Schriftsteller zu Ruhm. Der Autodidakt brachte es bis zur Professur in Geologie und wurde 1881 zum Direktor des geologischen Bundesamtes der USA (United States Geological Survey) ernannt und hielt diese Position bis 1894 inne. Außerdem bemühte sich Powell immer, die Kultur der Ureinwohner zu verstehen und brachte sich deshalb mehrere Indianersprachen bei, was dazu führte, dass er auch zum Direktor des Bundesamtes für Völkerkunde (Bureau of Ethnology) berufen wurde, einer 1879 gegründeten Institution zum Studium der Sprache und Kultur der Indianer.
Viele Teile des von ihm erforschten Landes wurden von ihm benannt wie Dirty Devil, Glen Canyon, Bright Angel, Desolation Canyon, Marble Canyon, Flaming Gorge und Lava Falls.
J. W. Powell gehörte am 13. Januar 1888 zu den Gründungsmitgliedern der National Geographic Society. Ein Jahr zuvor wurde er mit der Aufnahme in die American Academy of Arts and Sciences geehrt. Seit 1880 war er bereits Mitglied der National Academy of Sciences.

## Ehrungen
In den USA erinnern viele Straßen, Plätze und Berge, ein Museum am Green River und vor allem der große Stausee Lake Powell an den Pionier und seine bedeutendste Leistung, die Colorado-Expedition und die Erforschung des Grand Canyon. Darüber hinaus sind der Mount Powell in der Antarktis und das 1891 durch William Harlow Melville erstbeschriebene Mineral Powellit nach ihm benannt.

## Belege
1. ↑  vgl. z. B. Dirk Kruse-Etzbach: USA-Südwesten, Reisehandbuch, Dormagen, 5. Aufl. 2000, S. 501 f.

| Personendaten    | Personendaten              |
| ---------------- | -------------------------- |
| NAME             | Powell, John Wesley        |
| KURZBESCHREIBUNG | US-amerikanischer Forscher |
| GEBURTSDATUM     | 24. März 1834              |
| GEBURTSORT       | Mount Morris, New York     |
| STERBEDATUM      | 23. September 1902         |
| STERBEORT        | Haven, Maine               |